# Federació de Futbol del Pakistan
La Federació de Futbol del Pakistan, també coneguda per les sigles PFF (en anglès: Football Federation of Pakistan, en urdú: پاکستان فٹ بال فیڈریشن), és l'òrgan de govern del futbol de la república islàmica del Pakistan. La PFF és la responsable de tots els aspectes reguladors del futbol de totes les categories, tant masculines com femenines, incloses les respectives seleccions nacionals.
El futbol a escala local està controlat per vuit federacions regionals afiliades a la PFF, amb responsabilitats d'organitzar i dirigir activitats a les seves zones d'influència com seria el cas, per exemple, de l'Associació de Futbol d'Islamabad (en anglès: Islamabad Football Association – IFA).
El 5 de desembre de 1947, després de la independència del Regne Unit, es va crear la PFF i, l'any 1948, es va afiliar a la Federació Internacional de Futbol Associació (FIFA).
L'any 1954, la PFF va ser una de les federacions fundadores de la Confederació Asiàtica de Futbol (AFC).
Des de 1997 és membre de la Federació de Futbol de l'Àsia del Sud (SAFF).
El 1948, la PFF va organitzar el primer campionat nacional a Karachi, però el futbol va romandre estancat durant anys per culpa de les males polítiques d'organització i també per l'èxit del criquet, l'esport més popular del Pakistan.
L'any 2003, sota la direcció del president Faisal Saleh Hayat, la PFF va provocar un canvi radical al futbol pakistanès amb l'ajut i assessorament de la FIFA. L'any 2004, es va crear una lliga nacional de futbol, que ara s'anomena Pakistan Premier League, l'any 2005, es va constituir un campionat nacional de futbol femení, la National Women Football Championship i, l'any 2007, es va crear la Super Futball League (SFL) que va convertir-se en el primer torneig de futbol professional del Pakistan.
El 2003, es va crear la Karachi Football League, que és una de les lligues més populars del Pakistan i, el 2004, es va crear la Football Federation League, que és la segona divisió del futbol al Pakistan.

## Controvèrsies
El 17 de juny de 2015, el president Hayat va ser destituït per incompetència i malversació de fons en una reunió extraordinària de la PFF on el seu secretari general, Arshad Khan Lodhi, va ser nomenat president en funcions. Hayat va denunciar la falta de legitimitat de l'assemblea, va rebutjar les acusacions de corrupció i va mantenir la seva candidatura a la reelecció.
El 30 de juny de 2015, el tribunal suprem de Lahore va dictar l'ajornament de les eleccions a la presidència de la PFF. El candidat Lodhi va decidir no continuar amb les eleccions, però el candidat Hayat, que va al·legar no haver rebut l'ordre de l'alt tribunal, va seguir amb el procés electoral i va ser elegit per quarta vegada consecutiva.
El juliol de 2015, el tribunal suprem va nomenar un administrador judicial per a gestionar l'activitat del futbol al Pakistan mentre les dues faccions no resolguessin les seves diferències. Saleh Hayat no va poder prendre possessió del seu càrrec, però va ordenar la retirada de la selecció del Pakistan de la Cup SAFF 2015. La PFF va entrar en un període d'inestabilitat, amb amenaces d'intervenció per part de la FIFA, que recolzava l'autoritat d'Hayat i no reconeixia les interferències de la justícia ordinària.
El juny de 2017, la FIFA va decidir crear un comitè de regularització per a la PFF amb l'objectiu d'organitzar i gestionar el dia a dia de la federació i preparar unes noves eleccions.
L'octubre de 2017, la FIFA va decidir la suspensió de la PFF per injerència indeguda de tercers, ja que les seves oficines i comptes seguien sota control d'un administrador judicial.
El març de 2018, la FIFA va aixecar la suspensió que havia aplicat a la PFF l'any anterior i va restituir els drets de tots els seus membres.
El setembre de 2019, la FIFA va confirmar la composició del comitè de regularització de la PFF que, entre altres tasques, ha d'actuar com a comissió electoral i el seu mandat no pot anar més enllà del 15 de juny de 2020.